# Staklasto tijelo
Staklasto tijelo (lat. corpus vitreum) je dio oka koji najvećim dijelom ispunjava unutrašnjost očne jabučice (bulbus oculi). Svojim prednjim dijelom ono je u vezi s očnom lećom, a pozadi i sa strana je u vezi s unutrašnjom očnom ovojnicom, odnosno mrežnicom.
Staklasto tijelo ima želatinoznu strukturu i normalno je potpuno providno. Kod bolesnih stanja ovojnica oka i očne leće, dolazi i do promjena u staklastom tijelu. U njemu se može pojaviti krv (hemoftalmus) ili gnoj (endoftalmitis). Probojne povrede oka mogu dovesti do isticanja vitreusa, što za posljedicu može imati sušenje, odnosno atrofiju oka.
U ljudskom oku u staklovini se mogu opaziti plivajuće mutnine koje se nazivaju leteće mušice (engl. floaters). One su obično bezazlene. Tokom starenja dolazi do skvrčavanja vitrealnog tijela, a mogu se pojaviti i adhezije s mrežnicom, koje opet u nekim slučajevima dovode do ablacije mrežnice. Vitrealna kirurgija je dio očne kirurgije kojom se neprozirno staklasto tijelo zamijeni fluidnim prozirnim medijem (zrak ili silikonsko ulje). Ta se operacija zove vitrektomija.